# 模拟火车 (2007年游戏)
《模拟火车》（Rail Simulator，又名“Kuju Rail Simulator”）是美国艺电（EA）发行的一款火车类模拟游戏。这一款游戏由位于英国的Kuju Entertainment制作，该公司之前也曾与微软开发了《微软模拟火车》（MSTS）。在英国版发行之后，此游戏的支持及未来开发工作交由Rail Simulator Developments Ltd进行，它会继续为火车模拟游戏爱好者提供更新、补丁、官方扩展包以及其他新的内容。RSDL也像预期那样通过网络和DVD-ROM发行了此款游戏的续篇。

## 特点

游戏发行前的一张截图，展示的是First Great Western HST列车

游戏包含蒸汽、内燃以及电力机车，可以通过键盘与鼠标控制主手柄、制动以及道岔，还针对玩家不同水平设计了三种控制模式。除可以自由驾驶之外，游戏也包含各种任务。在货物以及乘客的制作上比较逼真，天气还会随着时间动态变化。但有评论指出，游戏没有为新手提供足够的说明，指南中亦缺乏完整指导。

### 编辑工具
游戏附带有可自定义游戏内容的完整工具套件，它可以让玩家通过工具以手工或通过导入NASA的DEM数据等方式构建地形。在轨道修建上，玩家具有很大的弹性，可以自由安排道岔、景物等。任务编辑器可以创建上客，拉货和在让车皮在货场调车等在内的任务。这些工具还允许玩家创建无限大小的地图规划，构建自己想要的场景、车辆并通过添加新特性或换牌等方式修改现有的内容。

## 原版中包含的机车
| 游戏      | 类型                        | 线路                                     | 涂装                                                                                        | 出现在   |
| --------- | --------------------------- | ---------------------------------------- | ------------------------------------------------------------------------------------------- | -------- |
| 原版      | LMS Black Five              | 巴斯至Templecombe                        | BR黑色（Early Crest），LMS红色（虚构），BR绿色                                              | 所有版本 |
| .         | S&DJR 7F 2-8-0              | 巴斯至Templecombe                        | BR黑色（Early Crest），普鲁士蓝                                                             | 所有版本 |
| .         | British Rail Class 43 (HST) | 纽卡斯尔至约克，牛津至帕丁顿             | BR Blue (UK Only), First Dynamic Lines, First Corporate Blue, InterCity Swallow (RailWorks) | 所有版本 |
| .         | British Rail Class 47       | 纽卡斯尔至约克，牛津至帕丁顿             | Triple Grey, Rail Express Systems, InterCity Swallow, BR Green, BR Blue (UK Only)           | 所有版本 |
| .         | British Rail Class 55       | 纽卡斯尔至约克（仅英国版）               | BR Blue, BR Green                                                                           | 仅英国版 |
| .         | British Rail Class 166      | 牛津至帕丁顿                             | First Dynamic Lines，First Link，Network SouthEast                                          | 所有版本 |
| .         | DBAG Class 101              | 哈根至锡根                               | DB红色，蓝色，黑色，银白色                                                                  | 所有版本 |
| .         | DBAG Class 294              | 哈根至锡根                               | DB红色（Railon），DB蓝色/奶油色                                                             | 所有版本 |
| .         | ES44AC                      | 巴斯托至圣贝纳迪诺（仅美国版）           | Union Pacific，UP (Weathered)，Black，BNSF                                                  | 仅美国版 |
| .         | EMD SD40-2                  | 巴斯托至圣贝纳迪诺（仅美国版）           | Union Pacific，UP (Weathered)，Black，BNSF                                                  | 仅美国版 |
| Railworks | British Rail Class 37       | 纽卡斯尔至约克，Hedborough North         | BR绿色，BR蓝色                                                                              | 所有版本 |
| .         | DB Class V 200              | 哈根至锡根，Seebergbahn                  | DB红色，DB蓝色/奶油色                                                                       | 所有版本 |
| .         | EMD F7                      | 巴斯托至圣贝纳迪诺，Castle rock Railroad | Rio Grande（四条纹路涂装），Southern Pacific（黑寡妇涂装），Union Pacific                   | 所有版本 |

## 扩展包
自第一版发布后，RSDL和Just Trains以光盘和下载的形式为游戏不断发行了一些官方扩展包。这些扩展包中包含新的线路和车型，同时也会改进游戏界面。
游戏的第一个官方扩展包添加了几个任务以及12种涂装的著名Class 08内燃机车，以及使用到这一机车的一些任务。对于欧洲玩家，该扩展包亦收录了美国版中包含的Cajon Pass线路（带任务）。Cajon Pass线路还带有ES44AC和SD40-2 EMD机车的3个不同版本以及11种不同颜色的美式车卡。
第二个扩展包为游戏添加了British Rail Class 66内燃机车的6个不同版本以及22个任务。同时收录的还有怀特岛上残存的14英里铁路网络，同时还有怀特岛蒸汽铁路（包括Saddle Tank机车“无敌”（Invincible）号，南部5-plank货车，以及这条铁路上的客车），以及仍运行着有70多年历史的British Rail Class 483列车的怀特岛线（Island Line）。
- 其他已发行的扩展包：一个包含Class 158，另一个包含Class 220和Class 221“Voyagers”。

网上还流传着大量第三方扩展包、工具以及个人插件。

## 反响
自游戏发行后，评论员对于Kuju Rail Simulator的评价基本上是正面的。IGN将此游戏评为7.0分（满分10分）。但一些图像缺陷遭到了批评（例如叶子穿过车厢而不是从窗户上划过）同时只有真正的铁路迷才会从KRS中得到乐趣。还有人提到在游戏过程中的指导过少。
PC Gamer将游戏评为68分，指出游戏除了沙盒编辑以及任务外缺少全局性的活动。
Eurogamer将游戏评为6分（满分10分），并将其和老游戏Evening Star做比较。

## 铁路工厂
《铁路工厂》（RailWorks）是官方为《模拟火车》推出的续集。Tim Gatland于2009年3月26日在《模拟火车》官方网站上宣布这一计划。2009年6月12日，该游戏在网上发行，2009年7月3日起以DVD-Rom的形式在商店发售。
《铁路工厂》是对《模拟火车》的升级，包含新的机车以及以前需另行下载的工具，在图像上亦显著提升。它还修正了先前版本的错误，提供向下兼容性，还让玩家得以在网上互相买卖虚拟世界中的一些物品。《铁路工厂》集成了原来欧版与美版中的所有内容。《铁路工厂》也利用Valve的Steam平台来简化产品售后支持于升级的过程。